# Episodi di Vivere senza permesso
La prima stagione della serie televisiva Vivere senza permesso, composta da 13 episodi, è stata trasmessa in Spagna su Telecinco dal 24 settembre al 17 dicembre 2018.
In Italia, la stagione è stata interamente pubblicata su Netflix l'8 febbraio 2019.
| n° | Titolo originale           | Titolo italiano | Prima TV Spagna   | Pubblicazione Italia |
| -- | -------------------------- | --------------- | ----------------- | -------------------- |
| 1  | ¡Llamadme Nemo!            | Episodio 1      | 24 settembre 2018 | 8 febbraio 2019      |
| 2  | El valor de la palabra     | Episodio 2      | 1º ottobre 2018   | 8 febbraio 2019      |
| 3  | Tiburones y otros peces    | Episodio 3      | 8 ottobre 2018    | 8 febbraio 2019      |
| 4  | La bofetada                | Episodio 4      | 15 ottobre 2018   | 8 febbraio 2019      |
| 5  | Lejos de aquí              | Episodio 5      | 22 ottobre 2018   | 8 febbraio 2019      |
| 6  | Aires de cambio            | Episodio 6      | 29 ottobre 2018   | 8 febbraio 2019      |
| 7  | Si estás perdiendo tu alma | Episodio 7      | 5 novembre 2018   | 8 febbraio 2019      |
| 8  | Sacrificios                | Episodio 8      | 12 novembre 2018  | 8 febbraio 2019      |
| 9  | Una familia unida          | Episodio 9      | 19 novembre 2018  | 8 febbraio 2019      |
| 10 | Incapaces                  | Episodio 10     | 26 novembre 2018  | 8 febbraio 2019      |
| 11 | Un día para no olvidar     | Episodio 11     | 3 dicembre 2018   | 8 febbraio 2019      |
| 12 | La sangre es la sangre     | Episodio 12     | 10 dicembre 2018  | 8 febbraio 2019      |
| 13 | Tus amigos no te olvidan   | Episodio 13     | 17 dicembre 2018  | 8 febbraio 2019      |